# Atropoides picadoi
Atropoides picadoi — вид отруйних змій родини гадюкових (Viperidae). Мешкає в Коста-Риці і Панамі. Вид названий на честь костариканського герпетолога Клодоміро Пікадо Твайта. Це єдиний представник монотипового роду Atropoides.

## Поширення і екологія
Atropoides picadoi мешкають в горах Кордильєра-де-Тіларан, Кордильєра-Сентраль і Кордильєра-де-Таламанка в Коста-Риці і західній Панамі. Вони живуть у вологих тропічних лісах в долинах і передгір'ях, трапляються у вторинних лісах та на пасовищах. Зустрічаються на висоті від 300 до 1935 м над рівнем моря.